# Gloppefoss

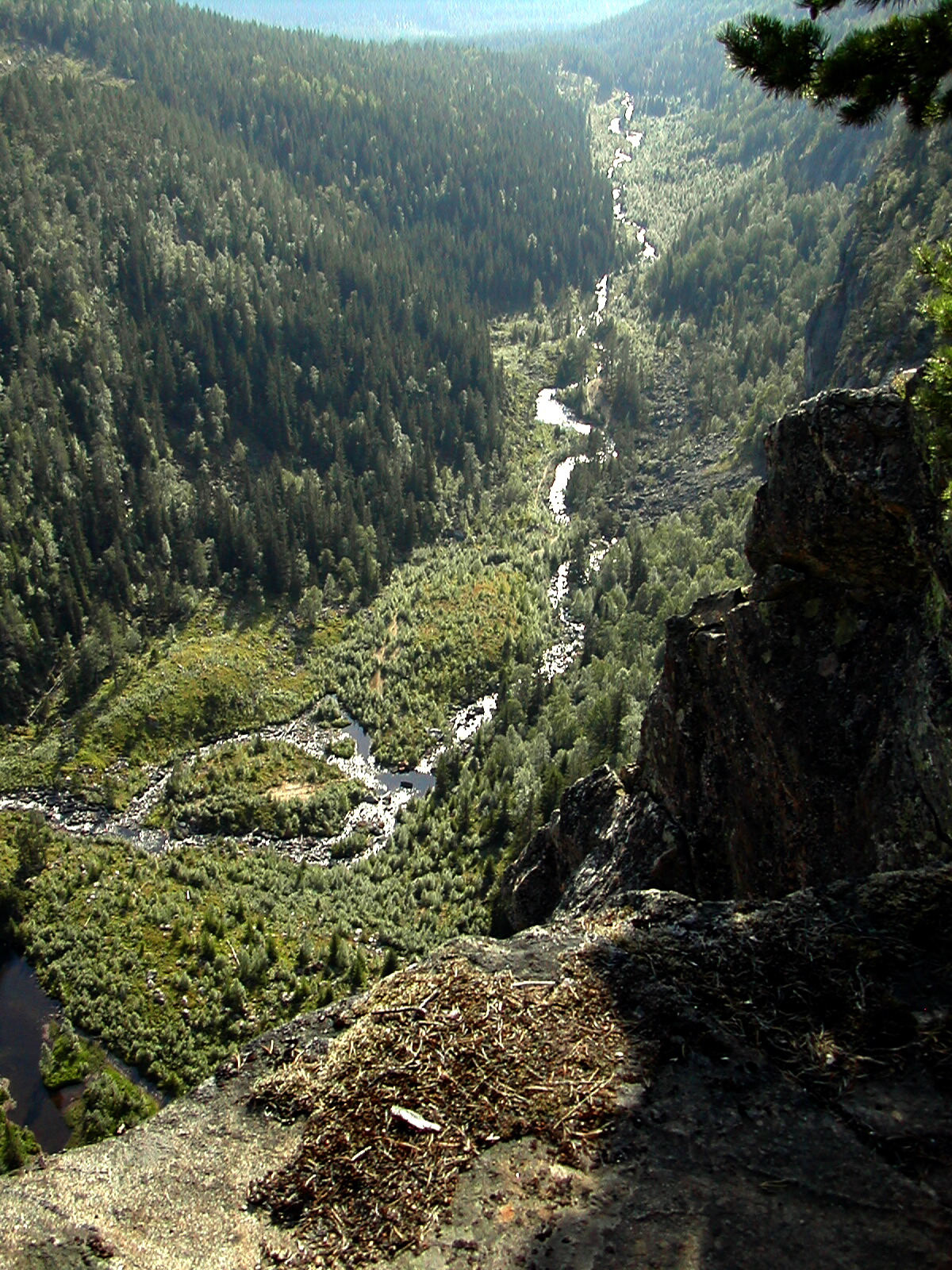
Das Veiådalen

Der Gloppefoss (auch Gloppefossen) ist ein Wasserfall in der norwegischen Kommune Valle in der Provinz Agder. Er liegt am Ende eines Seitentals (Veiådalen) des Setesdals. Der Fluss Veiåni fällt 230 m über eine Felskante ins Tal. Damit ist er einer der höchsten Wasserfälle im Setesdal.